# Ана Суботић
Ана Суботић (Ваљево; 18. новембар 1983) је српска атлетичарка специјализована за дугопругашке трке на 3.000 метара препреке, на 10.000 метара и за маратон. Ана је некада наступала за и била члан Атлетскога Клуба Сурчин из Београда. Досадашњи тренери Звонко Лозанчић а садашњи тренер Анин је Душко Орестијевић.
Двострука је победница маратона у Подгорици (Црна Гора) 2010. и 2011. и освајачица 7 медаља на првенствима Балкана. Национална је првакиња Србије на 3.000 метара препреке, на 5.000 и 10.000 метара из 2011. године.
Лични рекорд у маратону остварила је на митингу у Ротердаму (Холандија) 15. априла 2012. када је маратонску стазу истрчала за 2:36:14 што јој је донело и олимпијску А норму за Летње олимпијске игре 2012. у Лондону.
На Олимпијским играма заузела је 71. место.

## Резултати
| Датум               | Држава              | Такмичење                                      | Пласман | Резултат |
| ------------------- | ------------------- | ---------------------------------------------- | ------- | -------- |
| 22. мај 2010.       | Босна и Херцеговина | Међународна улична трка „Мостар 2010“ (5,5 км) | 1.      | 18:09    |
| 30. април 2011.     | Хрватска            | Лошињски полумаратон                           | 2.      | 1:17:34  |
| 1. мај 2011.        | Хрватска            | Ровињски полумаратон                           | 1.      | 1:18:33  |
| 15. април 2012.     | Србија              | Ротердамски маратон                            | 10.     | 2:36:14  |
| 22. април 2012.     | Србија              | Београдски полумаратон                         | 1.      | 1:24:34  |
| 23. јун 2012.       | Босна и Херцеговина | 16. видовданска трка Брчко (10 км)             | 2.      | 35:26    |
| 28. октобар 2012.   | Црна Гора           | Подгорички маратон                             | 2.      | 2:42:36  |
| 26. март 2012.      | Србија              | Новосадски полумаратон                         | 1.      | 1:16:45  |
| 26. мај 2012.       | Србија              | Нишки полумаратон                              | 1.      | 1:17:22  |
| 7. октобар 2012.    | Хрватска            | Загребачки маратон                             | 1.      | 2:43:32  |
| 21. април 2013.     | Србија              | Београдски полумаратон                         | 1.      | 1:19:35  |
| 16. септембар 2012. | Босна и Херцеговина | Сарајевски полумаратон                         | 2.      | 1:16:35  |
| 12. мај 2013.       | Босна и Херцеговина | Сарајево Улична трка Трком у Европу            | 2.      |          |

## Лични рекорди
| Дисциплина       | Резултат | Датум           | Место               |
| ---------------- | -------- | --------------- | ------------------- |
| 3.000 м препреке | 10:11,29 | 19. јун 2010.   | Београд, Србија     |
| 10.000 м         | 35:47,30 | 6. август 2011. | Крагујевац, Србија  |
| Маратон          | 2:36:14  | 15. април 2012  | Ротердам, Холандија |